# Municipio de Arden
El municipio de Arden (en inglés: Arden Township) es un municipio ubicado en el condado de Little River en el estado estadounidense de Arkansas. En el año 2010 tenía una población de 423 habitantes y una densidad poblacional de 6,1 personas por km².

## Geografía
El municipio de Arden se encuentra ubicado en las coordenadas 33°40′9″N 94°17′1″O / 33.66917, -94.28361. Según la Oficina del Censo de los Estados Unidos, el municipio tiene una superficie total de 69.38 km², de la cual 69,2 km² corresponden a tierra firme y (0,25 %) 0,17 km² es agua.

## Demografía
Según el censo de 2010, había 423 personas residiendo en el municipio de Arden. La densidad de población era de 6,1 hab./km². De los 423 habitantes, el municipio de Arden estaba compuesto por el 84,16 % blancos, el 10,17 % eran afroamericanos, el 1,18 % eran amerindios, el 2,6 % eran de otras razas y el 1,89 % eran de una mezcla de razas. Del total de la población el 3,31 % eran hispanos o latinos de cualquier raza.